# Ламна Малая
Ламна Малая — село в Южском районе Ивановской области России, входит в состав Мугреево-Никольского сельского поселения.

## География
Село расположено на берегу Ламского озера в 10 км на северо-запад от центра поселения села Мугреево-Никольского и в 11 км на северо-восток от райцентра города Южи.

## История

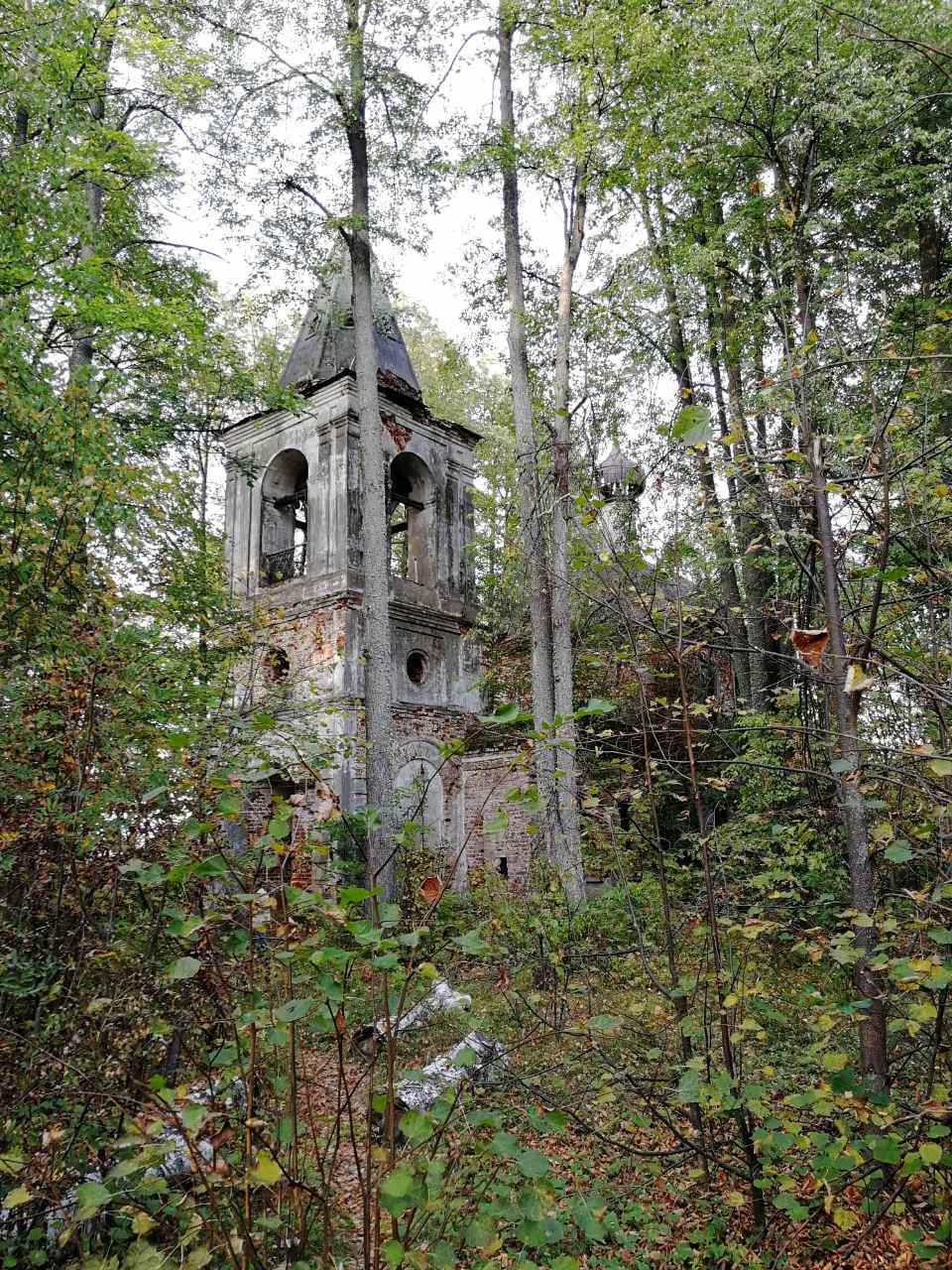
Храм во имя Владимирской иконы Божией Матери

В патриарших окладных книгах 1628 года село Ламна значится в поместье за жильцом Мартышкиным, в селе существовала тогда церковь во имя Николая Чудотворца. В 1672 году церковь эта передана была в ведение Суздальского архиепископа. По переписным книгам 1678 года село Ламна значилось за Матвеем Павловичем Мартышкиным, в селе тогда было пять дворов. В 1823 году в Ламне построен был  каменный храм. Престолов в этом храме было два: главный в честь Владимирской иконы Божьей Матери, в трапезе тёплой во имя Святого Николая Чудотворца. В селе с 1887 года существовала церковно-приходская школа, учащихся в 1897 году было 14.
В конце XIX — начале XX века село входило в состав Мугреевской волости Вязниковского уезда Владимирской губернии. В 1859 году в селе числилось десять дворов, в 1905 году — восемь дворов.
С 1929 года село входило в состав Остаповского сельсовета Южского района, с 1954 года — в составе Мугреево-Никольского сельсовета, с 2005 года — в составе Мугреево-Никольского сельского поселения.

## Население
| 1859 | 1905 |
| ---- | ---- |
| 31   | 46   |

| 1859 | 1905 | 2010 |
| ---- | ---- | ---- |
| 31   | ↗46  | ↘0   |

## Достопримечательности
В селе находится недействующая Церковь Владимирской иконы Божией Матери